# واروارا ساهاکیان

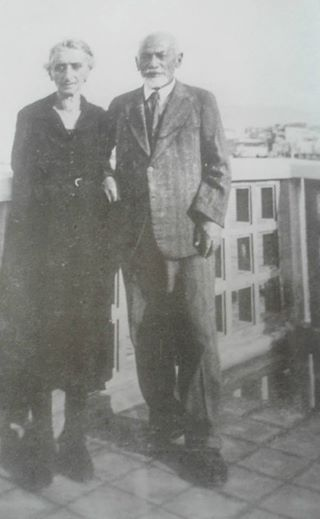

واروارا ساهاکیان (Վարվառե Սահակյան؛ انگلیسی: Varvara Sahakyan؛ زادهٔ ۱۸۵۰ - درگذشته ۱۹۳۴) یک پزشک و سیاستمدار اهل ارمنستان است که از تاریخ 4 ژوئن ۱۹۱۹ تا تاریخ 2 دسامبر ۱۹۲۰ در نماینده مجلس ملی در نخستین جمهوری ارمنستان بود.

## زندگی‌نامه
در ۱۸۵۰ به دنیا آمد. وی همسر آوتیک ایساهاکیان بود. وی در سال ۱۹۳۴ در سن ۸۴ سالگی در بیروت درگذشت.